# Kubrzany
Kubrzany [pronunciación en polaco: /kuˈbʐUnɨ/] es un pueblo ubicado en el distrito administrativo de Gmina Jedwabne, dentro del Condado de Łomżun, Voivodato de Podlaquia, en Polonia nororiental. Se encuentra aproximadamente a 4 kilómetros al norte de Jedwabne, a 23 kilómetros al noreste de Łomża, y a 61 kilómetros al oeste de la capital regional Bialystok.